# Jean de Rouen
Jean de Rouen, en portugais João de Ruão (vers 1480 - 1580) est un sculpteur français actif en Normandie avant d'aller travailler au Portugal à la demande du roi Manuel Ier. Actif de 1510 à 1572, il a été un sculpteur important de la Renaissance portugaise.

## Biographie

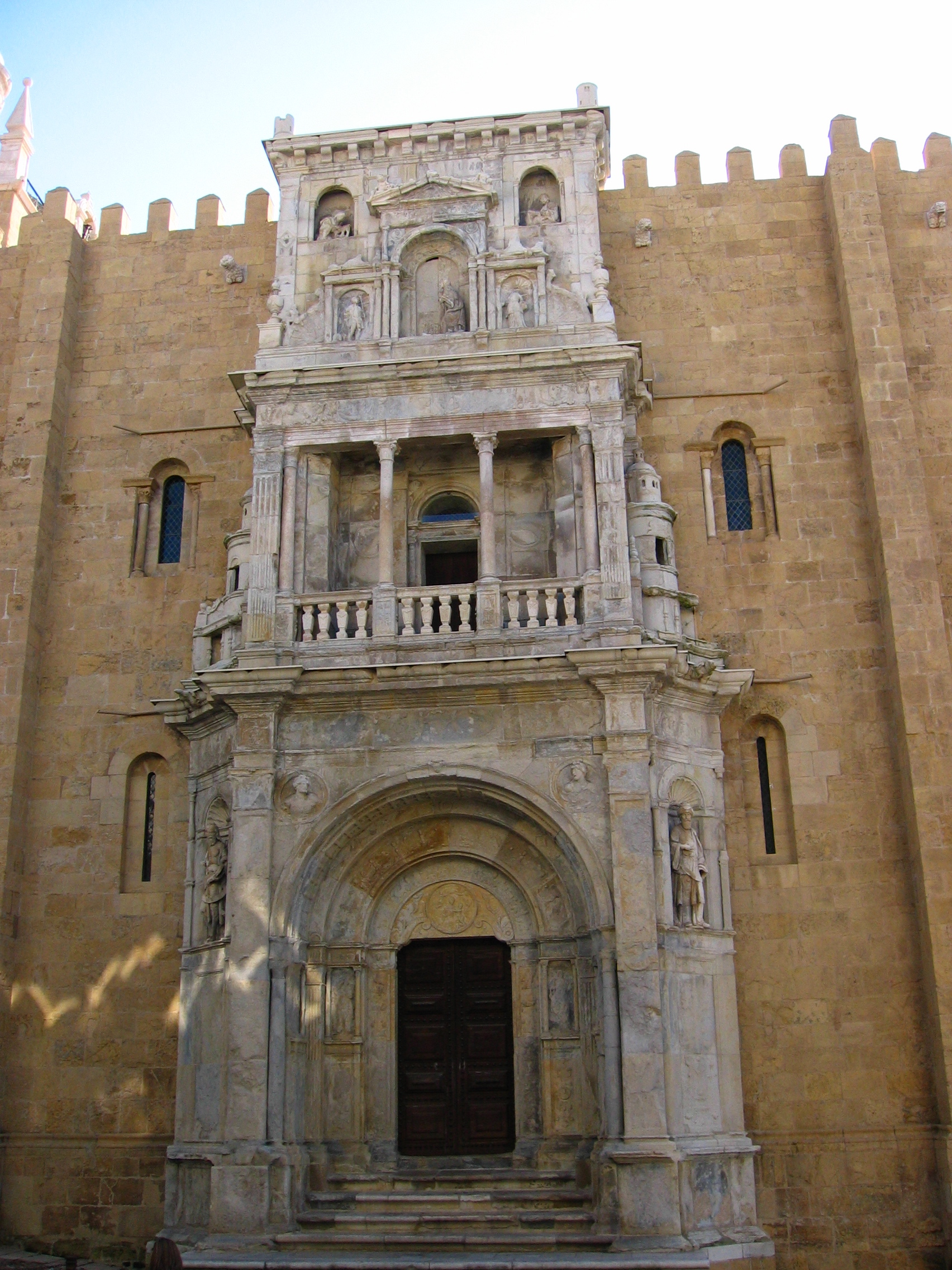
La porte Especiosa de la cathédrale Vieille de Coimbra.

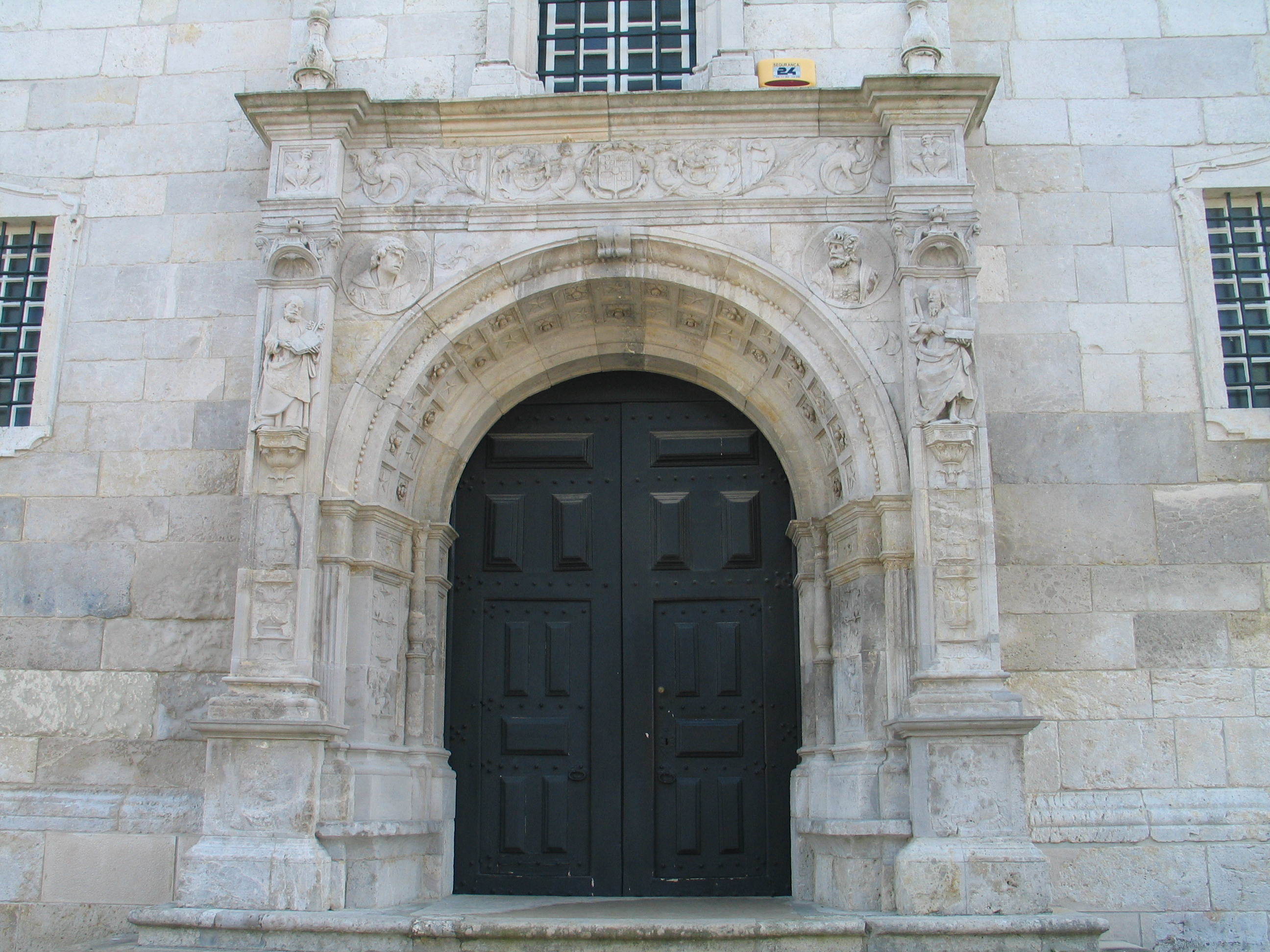
Portail de l'église Notre-Dame-de-l'Assomption d'Atalaia.

Son apprentissage s'est fait en Normandie, sur les chantiers de Gisors et de la cathédrale Notre-Dame de Rouen, où il a probablement collaboré au tombeau des cardinaux d'Amboise. 
Entre 1490 et 1520, plusieurs artistes français ont quitté la France pour aller travailler au Portugal ou en Italie.
Il a été appelé au Portugal par le roi Manuel, en 1518. Il s'est installé à Coimbra. Il y a réalisé la chaire de l'église du monastère de la Sainte-Croix de Coimbra, œuvre de style français. 
On lui attribue encore des vierges ainsi que le retable de Jean-Baptiste pour le couvent de Celas. 
Il a réalisé vers 1528 la sculpture de l'église Notre-Dame-de-l'Assomption de la freguesia d'Atalaia dans la commune de Vila Nova da Barquinha dont les plans ont été faits par João de Castilho. Il a réalisé le portail de l'église.
Il a collaboré pendant plus de cinquante ans avec Diogo de Castilho.
En 1530, il a rénové la Porta Especiosa à la cathédrale vieille de Coimbra, il y a introduit le style Renaissance.
En 1537, avec Diogo de Castilho, il a commencé la construction du nouveau monastère de la Serra do Pilar, dans la freguesia de Santa Marinha sur la commune de Vila Nova de Gaia.
Vers 1542, il a exécuté le retable de Chapelle du Très saint sacrement de l'église paroissiale de Cantanhede représentant Notre-Dame du Rosaire.
À Coimbra, dans les années 1546-1549, on retrouve son nom dans la documentation de l'église de la Miséricorde et sur le collège des Arts
Dans les années 1550, il a travaillé à la cathédrale de Guarda où il a réalisé le grand retable en pierre de Ança, ouvrage dans lequel il s'ouvre à l'influence du maniérisme
Dans un style plus sévère, il exécute la décoration de la chapelle du Trésorier à Saõ Domingos (1559-1565).
En 1559, il a commencé à discuter avec l'université de Coimbra de la construction de l'église Sam Salvador de Bouças ou du Bom Jesus de Matosinhos, qui devait être réalisée en 4 ans. En fait, il a fallu 20 ans pour la réaliser. Elle a été terminée par un autre sculpteur, en 1579, Tomé Velho. L'église a été entièrement rénovée au XVIIIe siècle.
L'absidiole nord de la cathédrale vieille de Coimbra avait été sculptée par Nicolas Chantereine. En 1566, Jean de Rouen a terminé la sculpture de la décoration renaissance et y a réalisé un retable avec Jésus et les apôtres.

## Famille
Il est le père de Jerónimo de Ruão.

## Source
- (pt) Cet article est partiellement ou en totalité issu de l’article de Wikipédia en portugais intitulé « João de Ruão » (voir la liste des auteurs).